# Pignia
Pignia (föråldrat tyskt namn: Pignieu) är en ort och tidigare kommun i regionen Viamala i kantonen Graubünden, Schweiz. Den ligger öster om floden Hinterrhein och utgjorde en egen kommun fram till 2009 då den införlivades med den större kommunen Andeer.

## Språk
Det traditionella språket är sutsilvansk rätoromanska. Under andra halvan av 1900-talet vann dock tyska språket hastigt allt större insteg, så att år 2000 endast var femte invånare hade rätoromanska som modersmål.